# Lobocheilos quadrilineatus
Lobocheilos quadrilineatus és una espècie de peix cipriniforme de la família dels ciprínids.

## Morfologia
Els mascles poden assolir els 28 cm de longitud total.

## Distribució geogràfica
Es troba a les conques dels rius Mekong i Chao Phraya, i als rius que desguassen al Golf de Tailàndia.